# Миеле, Анджело
Анджело Миеле (англ. Angelo Miele; 21 августа 1922, Формия, Лацио — 19 марта 2016, Хьюстон, Техас) — итальянский и американский учёный в области механики. Иностранный член РАН (1994).

## Биография
Дед Анджело был мэром города Формия. В 1935 году семья переехала в Рим, где Анджело получил классическое образование.
В 1939 году поступил в римский университет Ла Сапиенца, где защитил две докторские диссертации — в области гражданской инженерии (1944) и авиационной техники (1946). В 1947 году начал сотрудничать в Военно-воздушной компании в Кордове (Аргентина). Занимался аэродинамической конструкцией винта, предварительным проектированием тренировочного самолёта. Там же он начал преподавать в Военно-авиационной школе, а также в Университете Кордовы. Его работы в области механики полёта стали хорошо известны, и в 1952 году ему предложили перейти в Бруклинcкий политехнический институт, в отдел авиационной инженерии, который тогда возглавлял Николас Хофф. Через три года перешёл в Университет Пердью, профессор с 1958 года. Директор аэродинамической лаборатории фирмы «Боинг» с 1959 года.
Работал в университетах Нью-Йорка, Вашингтона, Сиэтла, Университете Райса (Хьюстон, с 1964 года). Во время работы в университете Райса женился на Элизабет Одом.
С 1967 года — шеф-организатор Journal of Optimization Theory and Applications (JOTA). В середине 1970-х годов Миеле прошёл по конкурсу в три университета Италии по разным специальностям — в области математики; в области электротехники и по авиационно-космической технике, но в конце концов остался в Хьюстоне. В 1985 году получил американское гражданство.
С 1993 года в отставке.
1 января 1994 года избран иностранным членом РАН по отделению проблем машиностроения, механики и процессов управления (механика),
Член-корреспондент Туринской академии наук, член Международной астронавтической академии, Американского астронавтического общества и Американского института аэронавтики и астронавтики (AAIA).

## Научные интересы
Фундаментальные результаты в области гидродинамической теории двигателей, оптимизации формы тел, расчета оптимальных траекторий летательных аппаратов вблизи Земли и Луны, общей теории оптимизации движения.